# Pierre de Villiers

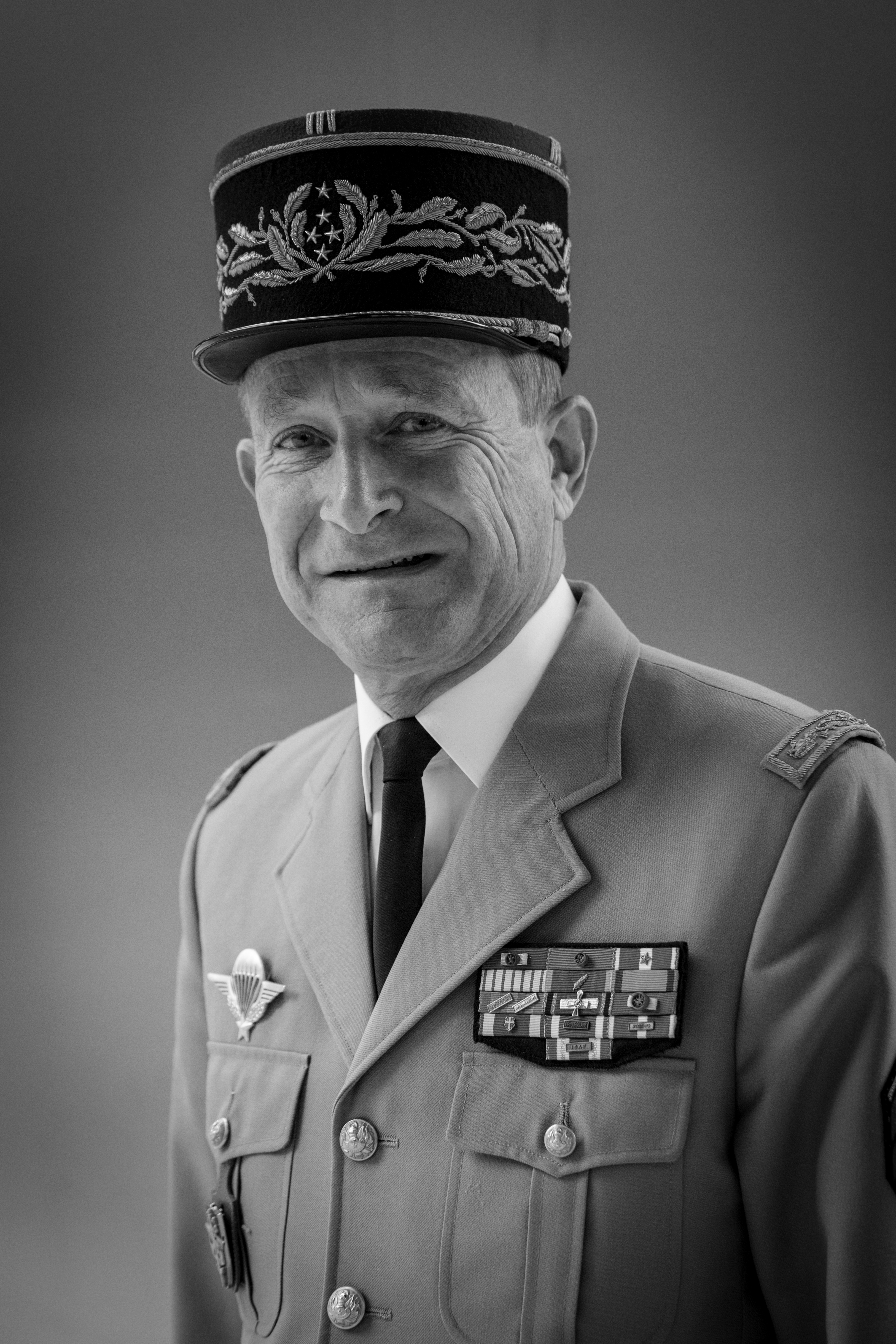
Pierre de Villiers (2015)

Pierre Le Jolis de Villiers de Saintignon (* 26. Juli 1956 in Boulogne im Département Vendée) ist ein französischer Général d’armée außer Dienst und war vom 15. Februar 2014 bis 19. Juli 2017 Chef des französischen Generalstabs. Er trat nach einem Disput mit Staatspräsident Emmanuel Macron zurück.

## Leben
Pierre François Marie Le Jolis de Villiers de Saintignon stammt aus der französischen Adelsfamilie Le Jolis de Villiers, die ihre Wurzeln bis in das 16. Jahrhundert zurückverfolgen kann. Er ist verheiratet und Vater von sechs Kindern. Ein älterer Bruder ist der französische Politiker Philippe de Villiers.

### Militärische Laufbahn
Beförderungen
- Sous-lieutenant (1977)
- Lieutenant (1978)
- Capitaine (1982)
- Commandant (1988)
- Colonel-lieutenant (1992)
- Colonel (1997)
- Général de brigade (2005)
- Général de division (2008)
- Général de corps d’armée (2009)
- Général d’armée (2010)
- Chef d'État-Major des armées (2014)

Im Jahr 1975 trat de Villiers in die Militärschule Saint-Cyr ein, um sich zum Offizier ausbilden zu lassen. Nach dem Abschluss folgten von 1978 bis 2003 Einsätze in verschiedenen Bereichen der französischen Armee. Von September 2003 bis Juni 2004 besuchte er eine Fortbildung für höhere Offiziere, und am 1. Dezember 2005 folgte seine Beförderung zum Général de brigade.
Im Generalsrang war er zwischen Dezember 2006 und April 2007 zunächst Kommandant des Regional Command – Capital, eines der fünf NATO-Regionalkommandos in Afghanistan. Im Juli 2008 wurde er zum Général de division befördert und kurz darauf als militärischer Berater des Premierministers tätig. Es folgte recht schnell die Beförderung zum Général de corps d’armée (2009) und zum Général d’armée (2010) – letztere verbunden mit der Ernennung zum stellvertretenden Chef des Generalstabes. Am 15. Februar 2014 wurde er als Nachfolger von Édouard Guillaud zum Chef des französischen Generalstabs ernannt.
Am 19. Juli 2017 trat er nach einem Streit um Sparmaßnahmen bei der französischen Armee vom Posten des Generalstabschefs zurück. Der französische Präsident Emmanuel Macron hatte für das laufende Jahr Einsparungen für den Gesamthaushalt von 4,5 Mrd. Euro angekündigt, um die EU-Defizitgrenze von drei Prozent zu erreichen. Davon entfielen 850 Mio. Euro auf das Verteidigungsressort. De Villiers erklärte, er sehe sich dadurch nicht mehr in der Lage, das Modell einer Armee zu garantieren, das für „den Schutz Frankreichs und der Franzosen“ notwendig sei. Zu seinem Nachfolger wurde François Lecointre berufen.

## Auszeichnungen
| Grand officier de la Légion d'honneur | Großoffizier der Ehrenlegion                           |
| Officier de l'ordre du Mérite         | Offizier des Ordre national du Mérite                  |
| Croix de la Valeur Militaire          | Croix de la Valeur militaire                           |
| Croix du Combattant (1930 France)     | Croix du Combattant                                    |
|                                       | Médaille de la Défense nationale                       |
|                                       | Médaille de la jeunesse et des sports (in Bronze)      |
|                                       | Médaille commémorative française                       |
|                                       | Verdienstorden Pro Merito Melitensi                    |
|                                       | NATO-Medaille „Former Yugoslavia“                      |
|                                       | NATO-Medaille für den Einsatz im Kosovo                |
|                                       | NATO-Medaille „ISAF“                                   |
|                                       | Commandeur de l'Ordre national du Lion (Senegal, 2014) |

## Schriften
- Servir. Fayard, Paris 2017, ISBN 978-2-213-70599-6.
- Qu'est-ce qu'un chef?. Fayard, Paris 2018, ISBN 978-2-213-71166-9.
- L'équilibre est un courage. Fayard, Paris 2020, ISBN 978-2-213-71784-5.